# Công ty sở hữu chủ
Công ty sở hữu chủ là một hình thức của công ty tư nhân ở Úc và Nam Phi bao gồm công ty trách nhiệm hữu hạn và công ty trách nhiệm vô hạn. Tuy nhiên, không giống với công ty đại chúng, nó phụ thuộc vào quyền xét xử, giới hạn mà nó có thể làm hoặc không thể làm.
Ở Úc, công ty sở hữu chủ được định nghĩa theo văn bản 45A(1) của Corporations Act 2001 (Cth).
Văn bản đã giới hạn công ty sở hữu chủ không được quá 50 thành viên (cổ đông). Giới hạn quan trọng khác liên quan tới gây quỹ.  Công ty sở hữu chủ không được gây quỹ khi không có tài liệu tiết lộ như bản cáo bạch, hồ sơ thông tin, hoặc hồ sơ đại diện đã được công bố ở (sec.113(3)).  Văn bản khiến công ty phải công bố một mẫu cáo bạch khi cố gắng gây quỹ.  Điều này làm cho công ty sở hữu chủ không đưa ra vốn cho công chúng.
Văn bản 45A cũng phân biệt được công ty sở hữu chủ nào là "lớn" hoặc "nhỏ".  Sự khác nhau ở đây liên quan đến các vấn đề trong điều hành doanh thu, tài sản tổng hợp, và con số của người lao động.
Công ty sở hữu chủ lớn được chọn làm người đánh giá và đưa ra bản báo cáo tài chính thích hợp với Ủy ban Chứng khoán và Đầu tư Úc (ASIC).

## Công ty hữu hạn và công ty vô hạn
Theo điều luật của Úc, công ty giới hạn tư nhân (viết tắt là 'Pty Ltd') là một loại hình doanh nghiệp mà trong đó có ít nhất một cho tới 50 cổ đông, trong khi trách nhiệm pháp lý của cổ đông bị giới hạn về giá trị của vốn. Bản sao của nó bao gồm công ty hữu hạn (Ltd) và công ty vô hạn (Pty) với vốn cổ phần.
Theo Corporations Act 2001 (Cth) của Úc, công ty sở hữu chủ có thể là –
- Công ty giới hạn tư nhân (Pty Ltd), công ty tư nhân giới hạn bởi vốn, trong đó cổ đông được bảo vệ khi người đó bị giới hạn trách nhiệm pháp lý khi công ty nợ; hoặc
- Công ty vô hạn (Pty) với vốn cổ phần, giống với các công ty giới hạn (Ltd và Pty Ltd), khi trách nhiệm pháp lý của thành viên hoặc cổ đông không bị giới hạn.

Công ty hữu hạn và vô hạn cần có ít nhất một cổ đông, không quá 50 cổ đông, và cần có ít nhất một người quản lý sống ở Úc. Thư ký có thể được chọn theo (sec.204A), với độ tuổi ít nhất là 18. Một người có thể đồng thời nắm giữ hai vị trí giám đốc và thư ký.
Công ty giới hạn tư nhân được chia thành hai loại hình  "lớn" hoặc "nhỏ". Công ty được gọi là nhỏ khi nó gặp được ít nhất hai tiêu chí:
- Có tài sản ít hơn $12.5 triệu vào cuối năm tài chính.
- Có ít hơn 50 thành viên vào cuối năm tài chính.
- Đạt doanh thu tổng ít hơn $25 triệu vào cuối năm tài chính.

Công ty lớn phải đánh giá tài chính. Công ty nhỏ chỉ cần đưa ra bản báo cáo tài chính theo Ủy ban Chứng khoán và Đầu tư Úc (ASIC) hoặc các thành viên giữ năm phần trăm của vốn bình chọn và, trong vài trường hợp, nó được kiểm soát bởi công ty nước ngoài.

## Tên công ty
Công ty sở hữu chủ (proprietary companies) có từ "Proprietary" trong tên của nó, có nghĩa là người sở hữu, tương tự như Relays Proprietary Limited, viết tắt là Relays Pty Ltd hoặc Relays P/L.

### Các nước khác
- Ở Singapore, công ty sở hữu chủ có tên là "Relays (Private) Limited", viết tắt là "Relays Pte Ltd".
- Ở Nam Phi, cuối tên của công ty tư nhân có "(Pty) Ltd;" cuối tên công ty đại chúng có "Ltd."

## Số lượng công ty
Để giúp định dạng công ty chính xác và độc đáo hơn, nhiều nước đã gán số cho công ty, vì vậy khi công ty đổi tên, số của công ty vẫn sẽ không đổi.
- Australian Company Number (ACN)